# Ivo Zajonc
Ivo Zajonc (27. června 1933 Přerov – 26. června 2021) byl československý zoolog a astronom.
Roku 1956 absolvoval Přírodovědeckou fakultu brněnské Masarykovy univerzity v oboru zoologie a ekologie. Většinu svého života strávil na Slovensku. Působil na Zemědělské univerzitě v Nitře jako odborný asistent, a později jako vedoucí katedry zoologie. Zabýval se především výzkumem červů a některých druhů much. V roce 1974 musel univerzitu z politických důvodů opustit. Následně pracoval jako odborný pracovník Ústavu chovu a šlechtění drůbeže a později byl pracovníkem Výzkumného ústavu živočišné výroby. Od roku 2004 žil Ivo Zajonc v Jihlavě.
Astronomie byla jeho celoživotní zálibou. Od jejího založení roku 1970, až do roku 2005 vedl nitranskou pobočku Slovenského zväzu astronómov amatérov. Byl čestným členem Slovenské astronomické spoločnosti. Ivo Zajonc se věnoval především problematice konstrukce astronomických přístrojů v amatérských podmínkách. Je autorem seriálu Teleskopie, který v letech 1971–2000 vycházel v Astronomické ročence vydávané Slovenskou ústrednou hvezdárňou v Hurbanove, a dnes znovu vychází na stránkách Jihlavské astronomické společnosti, jejímž byl členem. V roce 2008 byla po něm, za jeho celoživotní přínos na poli astronomie, pojmenována planetka (32294) Zajonc, kterou roku 2000 objevili Peter Kušnirák a Petr Pravec z hvězdárny v Ondřejově.

## Vybrané publikace

### Zoologické
- ZAJONC, Ivo, 1965: Žížaly Slovenska, Nitra
- ČEPELÁK, Jiří, ZAJONC, Ivo, 1967: Katedra zoológie Agronomickej fakulty Vysokej školy poľnohospodárskej v Nitre: 1952–1967, Nitra
- ZAJONC, Ivo, 1969: Dážďovky ako súčasť láčnych biocenóz karpatskej oblasti Československa, Nitra (Habilitační práce-Vys. škola poľnohospod. Nitra. Fak. agronom. Katedra zoologie)
- ZAJONC, Ivo, 1971: Synúzie dážďoviek (Lumbricidae) na lúkach karpatskej oblasti Československa, Bratislava : Vydav. Slov. ak. vied
- ZAJONC, Ivo, 1981: Dážďovky (Oligochaeta; Lumbricidae) Slovenska, Bratislava: Veda
- ZAJONC, Ivo, 1990: Biologické princípy využitia dážďoviek pre výrobu vermikompostu a produkciu bielkovinovej biomasy z odpadov poľnohospodárskej výroby, Praha : Ústav vědeckotechnických informací pro zemědělství
- BARTÍK, D., ZAJONC, Ivo, 1992: Chov dážďoviek a výroba vermikompostu, Povoda: Animapress (vyšla i česky, překlad Jitka Madarásová)

### Astronomické
- ZAJONC, Ivo, 1976, 1985: Stavba amatérskych astronomických ďalekohľadov a fotokomôr Hurbanovo: SÚH Hurbanovo
- RAGAS, P., ZAJONC, Ivo, 1978: Atlas súhvezdí, s katalógom zaujímavých objektov, Hurbanovo: Slov. ústredie amatérskej astronómie
- ZAJONC, Ivo, a kol., 1978: Príručka mladého astronóma, KH Hlohovec
- ZAJONC, Ivo, 1971–2000: Teleskopie  Archivovaná kopie [online]. [cit. 2009-06-15]. Dostupné v archivu pořízeném dne 2009-06-09.